# The Way of a Woman (film, 1914)
Pour plus de détails, voir Fiche technique et Distribution.
The Way of a Woman est un film muet américain réalisé par Wallace Reid et sorti en 1914.

## Fiche technique
- Titre : The Way of a Woman
- Réalisation : Wallace Reid
- Scénario :
- Photographie :
- Montage :
- Producteur :
- Société de production : The Essanay Film Manufacturing Company
- Société de distribution : General Film Company
- Pays d'origine :  États-Unis
- Langue : film muet avec les intertitres en anglais
- Format : Noir et blanc — 35 mm — 1,33:1 — Muet
- Genre : Film dramatique
- Durée : 10 minutes
- Dates de sortie : 
  -  États-Unis : 29 décembre 1914

## Distribution
- Bryant Washburn : Arnold Cummins
- Gerda Holmes (en) : Mme Arnold Cummins
- Irene Hough : Irene, l'opératrice téléphonique
- Lester Cuneo :
- Lillian Drew :